# Marga Kencana
Marga Kencana is een bestuurslaag in het regentschap Tulang Bawang Barat van de provincie Lampung, Indonesië. Marga Kencana telt 4934 inwoners (volkstelling 2010).